# آرمان آبل
آرمان آبل (به انگلیسی: Armand Abel) خاورشناس بلژیکی که در سال ۱۹۰۳ میلادی به دنیا آمد و در سال ۱۹۷۳ چشم از جهان فرو بست. وی در دانشگاه بروکسل درس خواند و در سال ۱۹۲۴ از این دانشگاه در رشتهٔ واژه‌شناسی یونانی و لاتینی دانشنامهٔ دکتری دریافت کرد. در سال ۱۹۳۱-۱۹۳۲ تحصیلاتش را در پاریس، در «مدرسهٔ زبان‌های زندهٔ شرقی» و «مدرسهٔ مطالعات عالی» ادامه داد. در سال ۱۹۳۹ نخستین کلاس عربی را در «مؤسسهٔ مطالعات عالی» بلژیک دایر کرد. استاد اسلام‌شناسی و تاریخ ادیان در دانشگاه بروکسل بود و در ۱۹۵۸ استاد اسلام‌شناسی و زبان عربی نو در دانشگاه «گان» شد.

## آثار
- پژوهشی درباره سفالینه‌های مصر در دوره اسلامی، سفالینه‌های عربی مصر از سده ۸ تا ۱۶ میلادی (بروکسل، ۱۹۳۰)
- تأثیر مباحثات اسلامی - مسیحی در شکل‌گیری تفسیر قرآن (۱۹۳۵)
- درس‌هایی از هزارویک شب (بروکسل، ۱۹۳۹)
- ارسطو، افسانه و تاریخ (بروکسل، ۱۹۴۴)
- قرآن (۱۹۵۱)
- داستان اسکندر، افسانهٔ سده‌های میانه (۱۹۵۵)